# لواء حيفا
كان لواء حيفا أحد ألوية فلسطين الستة خلال فترة الانتداب البريطاني، كان مركزه مدينة حيفا. يضم اللواء قضاء واحد: قضاء حيفا.